# بلویو (میزوری)
بلویو (به انگلیسی: Belleview) یک منطقهٔ مسکونی در ایالات متحده آمریکا است که در میزوری واقع شده‌است. بلویو ۳۱۷٫۹۱ متر بالاتر از سطح دریا واقع شده‌است.